# Калецкая, Татьяна Павловна
Татьяна Павловна Калецкая (14 марта 1937, Ленинград — 2 февраля 2019, Москва) — советский и российский сценарист, прозаик, журналист.

## Биография
Родилась 14 марта 1937 года в Ленинграде, в семье филолога и фольклориста Павла Исааковича Калецкого. В 1954—1959 годах училась на филологическом факультете Ленинградского педагогического института имени А. И. Герцена (с 1955 года на заочном отделении). Во время учёбы работала литературным секретарём филолога-пушкиниста Бориса Томашевского, корректором в ленинградском отделении издательства «Советский писатель». 
С раннего возраста писала стихи, с начала 1960-х годов прозу. Рассказы Калецкой публиковались в журналах «Звезда», «Знамя», «Дружба народов», «Нева». После развода с первым мужем в середине 1960-х годов занялась журналистикой и уехала в Кириши, где познакомилась со вторым мужем Александром Гельманом. В 1966 году в соавторстве с мужем написала для киностудии Ленфильм свой первый сценарий (Ночная смена, 1970), за которым в этом же тандеме последовал сценарий фильма Ксения, любимая жена Фёдора (1974). Окончила Высшие сценарные курсы, после чего уже самостоятельно создала сценарии для нескольких художественных фильмов.
Скончалась 2 февраля 2019 года. Посмертно вышла книга её прозы «Белая кастрюля».

## Семья
Первый муж (с 1955 года) — Владилен Михайлович Травинский (1934—1974), писатель, ответственный секретарь журнала «Звезда».
Второй муж (с 1966 года) — Александр Исаакович Гельман, драматург, поэт и сценарист. Сын — Павел Гельман, сценарист, прозаик.

## Фильмография
- 1970 — Ночная смена (совместно с Александром Гельманом)
- 1973 — Практикант (короктометражный, режиссёр Сергей Данилин)
- 1974 — Ксения, любимая жена Фёдора (совместно с Александром Гельманом)
- 1974 — Считайте меня взрослым (совместно с Александром Гельманом)
- 1980 — Плывут моржи
- 1982 — Время для размышлений
- 1985 — Подружка моя
- 2014 — Дорога без конца (совместно с Александром Гельманом и Владимиром Меньшовым)